# Ceratinella kenaba
Ceratinella kenaba là một loài nhện trong họ Linyphiidae.
Loài này thuộc chi Ceratinella. Ceratinella kenaba được Ralph Vary Chamberlin miêu tả năm 1949.